# Flex-Elektrowerkzeuge
Flex-Elektrowerkzeuge (Eigenschreibweise: FLEX-Elektrowerkzeuge) ist ein Hersteller von Elektrowerkzeugen mit Stammsitz in Steinheim an der Murr. Das 1922 gegründete Unternehmen war 1954 Erstanbieter von Winkelschleifern und hatte lange eine vorherrschende Marktstellung bei diesen inne. Das Unternehmen gehört seit 2012 der chinesischen Chervon Holdings Ltd. Der Markenname "Flex" verselbstständigte sich mit der Zeit und wird teilweise nicht nur im deutschsprachigen Raum von Anwendern umgangssprachlich für Winkelschleifer verwendet, das davon abgeleitete Verb flexen für trennschleifen.

## Geschichte

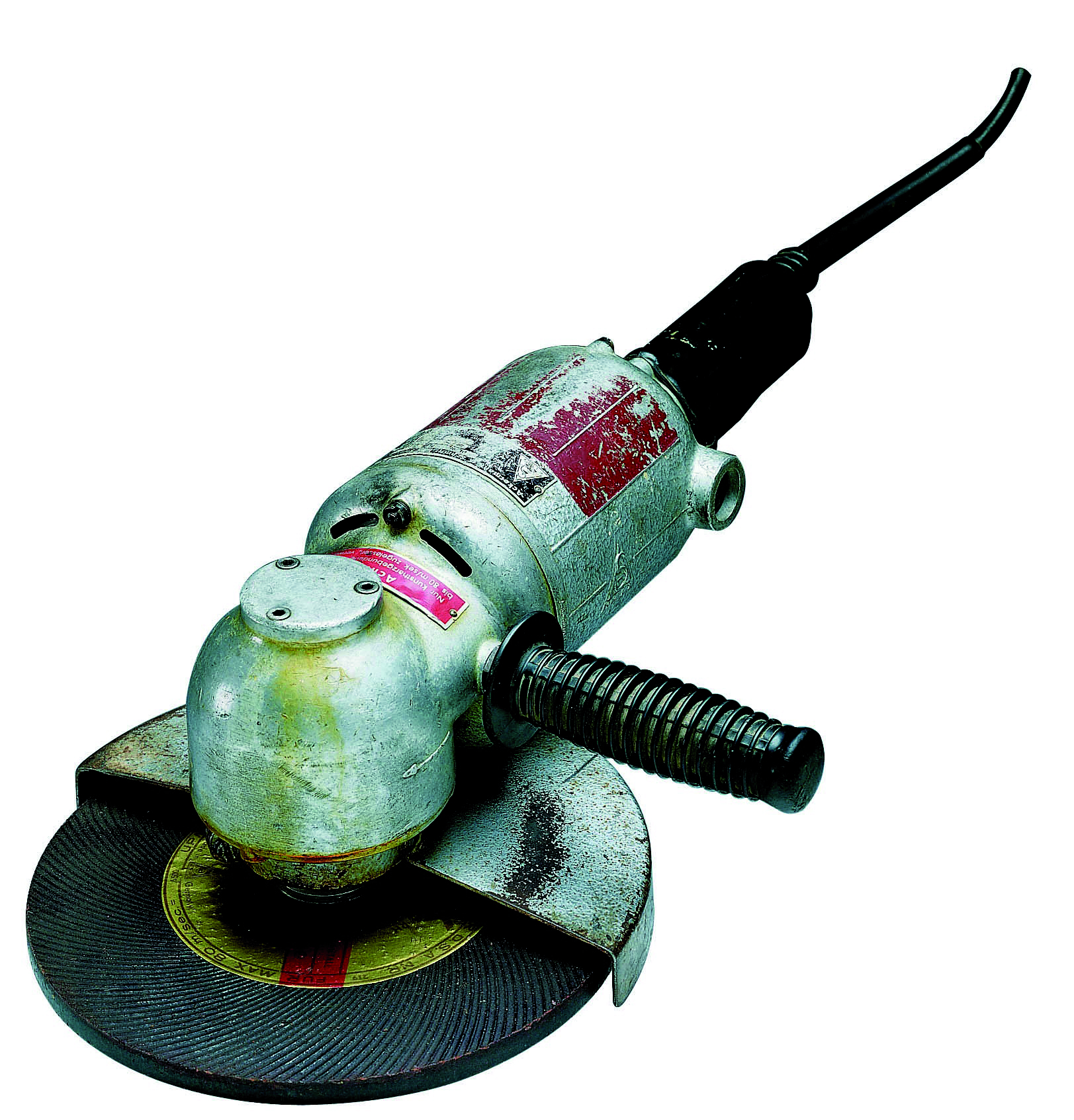
Erster hochtouriger Winkelschleifer DL9

### Gründung und Entwicklung
Hermann Ackermann und Hermann Schmitt gründeten 1922 in Stuttgart-Bad Cannstatt das Unternehmen Ackermann & Schmitt, um ihre Erfindung herzustellen, die Handschleifmaschine MS6, einen Elektromotor mit einer angebauten flexiblen Welle. 1954 brachte Ackermann & Schmitt den ersten hochtourigen Winkelschleifer DL9 auf den Markt.
1996 wurde aus Ackermann & Schmitt die Flex-Elektrowerkzeuge GmbH. Bis 2004 wurde mit Porter-Cable zusammengearbeitet, bis dieses Unternehmen von Pentair an Stanley Black & Decker (DeWalt etc.) verkauft wurde. Danach erwarb Black & Decker die Flex-Elektrowerkzeuge GmbH. Zwischen 2005 und 2012 gehörten die Flex-Anteile unterschiedlichen Finanzinvestoren. 2012 wurden alle Anteile der Flex-Elektrowerkzeuge GmbH von der chinesischen Chervon Holdings Ltd. übernommen.

### Produktgeschichte
- 1954: Der weltweit erste hochtourige Winkelschleifer DL 9
- 1989: Die erste Satiniermaschine
- 1997: Flex Giraffe – Langhalsschleifer für die Decken- und Wandbearbeitung
- 2007: Flex Mauerschlitzer für ziehenden oder schiebenden Schnitt, je nachdem ob die Mauernut vertikal oder horizontal verlaufen soll.

## Struktur

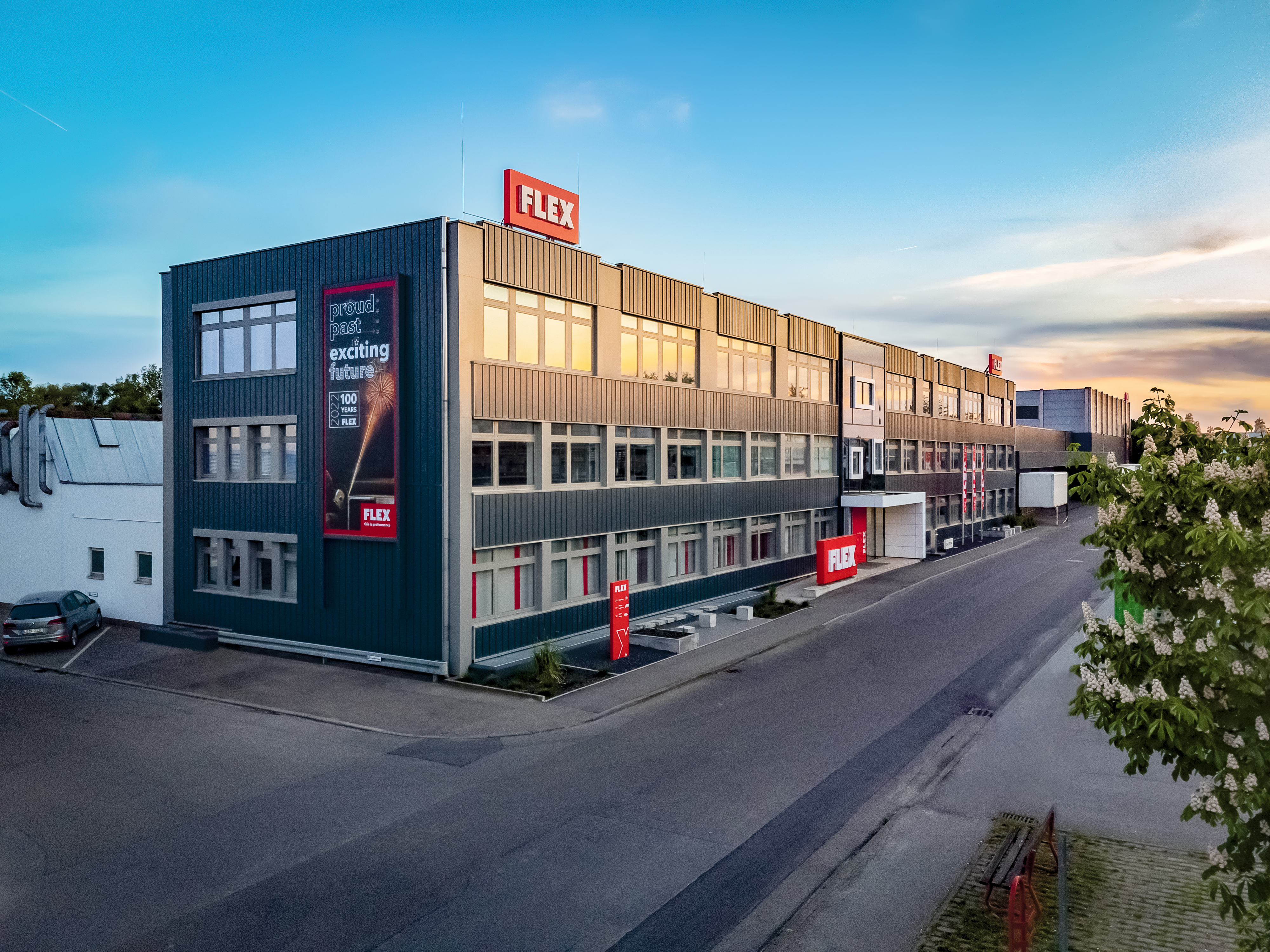
Firmensitz in Steinheim an der Murr

2019 waren 250 Mitarbeiter bei Flex beschäftigt und der Umsatz betrug 81,59 Mio. EUR, bei einer Export-Quote von 63,3 %.
Im Jahr 2020 wurde der Umbau des Verwaltungsgebäudes in Steinheim an der Murr fertiggestellt. Seit 2021 präsentiert sich die Marke Flex in überarbeitetem Design und mit dem neuen Slogan „this is proformance“ * anstelle von „Das Original“.
Die fünf Flex-Tochter-/Schwestergesellschaften (Stand 2021): 
- Flex Powertools BVBA in Belgien
- Flex Elektronaradi s.r.o. in Tschechien
- Flex Italia S.r.l. in Italien
- Flex Power Tools B.V. in den Niederlanden
- FEMA S.A. in Frankreich.

Bis Anfang des Jahres 2021 gehörte die Chervon North America Inc. dazu. Nach einer Umstrukturierung der Chervon Holding Ltd. agiert diese nun als eigenständiges Unternehmen, jedoch unter gleichbleibendem Markennamen Flex in schwarz-grünem Design.
Für 2025 ist die Schließung der Produktion in Steinheim an der Murr geplant.

## Produkte
Flex deckt mit seinen Produkten die vier Anwendungsfelder Sanieren und Renovieren, Metallbearbeitung, Kfz-Lackbearbeitung und Natursteinbearbeitung ab. Ein wesentlicher Schwerpunkt ist seit den 2010er-Jahren die Entwicklung von Akku-Geräten. Flex vertreibt 10,8-Volt- und 18-Volt-Geräte mit bürstenlosen Motoren.

## Auszeichnungen
Die Produkte von Flex und auch das Unternehmen selbst bekamen mehrfach verschiedene Auszeichnungen.
2014:
- red dot design award für die Giraffe GE 5[8]
- PLUS X Award in der Kategorie „Bestes Produkt des Jahres“ für die Giraffe GE 5[8]

2016:
- Industriepreis 2016 in der Kategorie „BEST OF“ für die TRINOXFLEX[9]

2018:
- red dot design award für den Akku-Polierer PE 150 18.0-EC und den Akku-Exzenterpolierer XFE 15 150 18.0-EC[10]